# Waldzell
Waldzell è un comune austriaco di 2 171 abitanti nel distretto di Ried im Innkreis, in Alta Austria.